# Štěpán I. ze Sancerre
Štěpán I. (1133 – 1190 Acre) byl třetím synem Theobalda IV. z Blois, v letech 1151–1190 první hrabě ze Sancerre. Sancerre zdědil po smrti svého otce. Jeho starší bratr Jindřich zdědil Champagne, Theobald zdědil Blois. Štěpánovo Sancerre bylo rozlohou nejmenší. Nejmladší z bratrů Vilém, neobdržel žádné pozemky, protože vstoupil do kláštera. Štěpán a Theobald slíbili věrnost nejstaršímu bratrovi Jindřichovi.
V roce 1169 přijela do Francie delegace arcibiskupa Frederika de la Roche, aby našla manžela pro Sibylu Jeruzalémskou, dceru krále Amauryho I. Jeruzlémského. Štěpán nabídku přijal a v roce 1170 společně s mladým burgundským vévodou Hugem III. odcestoval ke králi, kterému přivezl peněžní prostředky získané daní Ludvíka VII. z roku 1166, která byla vybírána po čtyři či pět let. Předpokládalo se, že po sňatku s dcerou krále by mohl být Štěpán zvolen králem, protože Amauryho jediný syn Balduin byl malomocný. Haute Cour z Jeruzaléma pozval Štěpána k rozhodování při dělení pozůstalosti Jindřicha Buvola mezi jeho tři dcery. Štěpán ji rozdělil rovným dílem, ale nařídil mladším dvěma složit lenní hold té nejstarší. Po několika měsících si Štěpán odmítl Sibylu vzít a vrátil se domů.
V Sancerre, Štěpán postavil hrad na místním kopci a posílil opevnění samotného města Sancerre. V roce 1153 si vzal za ženu dceru Geodfreyho z Donzy, Adélu, Alici nebo Matyldu. V roce 1155 udělil clo obchodníkům města Lorris a pravděpodobně sedmi dalším. Štěpán byl de facto vůdcem skupiny mocných baronů, kteří se vzbouřili proti králi Filipovi II. mezi lety 1181–1185. V roce 1184 byli on i skupina brabantských žoldáků králem Filipem poraženi a jeho Confrères de la Paix, organizací bojovníků vytvořené v roce 1182 v Le Puy-en-Velay, která se věnovala omezení feudálního válčení. V roce 1190 zahájil zrušení nevolnictví ve svých doménách, což byl rodinný trend, jeho synovec Ludvík z Blois udělal v roce 1196 totéž.
On a jeho bratři přišli do Orientu (on již podruhé) během Třetí křížové výpravy v roce 1190. Štěpán zemřel před 21. říjnem 1190 při obléhání Akka, bratr Theobald zemřel o několik měsíců později v lednu 1191. Jeho syn Vilém I. ze Sancerre se stal jeho nástupcem.